# Magda Wierzycka
Magda Wierzycka, właściwie Magdalena Franciszka Wierzycka (ur. 1969 w Gliwicach) – południowoafrykańska przedsiębiorczyni polskiego pochodzenia. Współzałożycielka i dyrektorka generalna firmy z branży usług finansowych Sygnia Ltd. Wymieniana wśród najbogatszych kobiet w RPA, znana jest także z kampanii antykorupcyjnych.

## Życiorys

### Dzieciństwo i wykształcenie
Wierzycka wychowywała się w rodzinie lekarskiej w Jastrzębiu-Zdroju. Jej babcia Helena (zm. 2016) była ocaloną z Holocaustu Żydówką. W 1982 ze względu na trudną sytuację ekonomiczną w kraju Wierzyccy, tj. rodzice, babcia oraz dzieci (Magda, jej siostra i brat) wyjechali z Polski. Przez około 9 miesięcy mieszkali w ośrodku dla uchodźców w Bundesbetreuungsstelle Ost w austriackim Traiskirchen. Jej rodzice pracowali wówczas fizycznie. W 1983 rodzina, z 500 randami w kieszeni, trafiła do Republiki Południowej Afryki, osiadając w Pretorii. Rodzice znaleźli pracę w miejscowym szpitalu. Wierzycka uczęszczała do tamtejszej szkoły średniej, gdzie dopiero musiała nauczyć się miejscowych języków – angielskiego i afrikaans. Następnie dostała się na Uniwersytet Kapsztadzki, gdzie ukończyła studia I stopnia z nauki o przedsiębiorczości oraz studia podyplomowe z matematyki ubezpieczeniowej.

### Kariera zawodowa
Podczas nauki w szkole średniej Wierzycka pracowała w supermarkecie, sprzedając sery i mięso. W 1993 rozpoczęła karierę w sektorze finansowym jako aktuariuszka w Southern Life Association for Mutual Life and Accident Insurance. Podczas pracy w Southern Life spłaciła stypendium. Następnie przez dwa lata budowała dział doradztwa finansowego jako konsultantka inwestycyjna dla klientów funduszy emerytalnych Alexander Forbes Group Holdings. W 1997 została dyrektorką i kierowniczką działu instytucjonalnego w kapsztadzkim Coronation Fund Managers. W 2003 została dyrektorką generalną w African Harvest Group. W 2006 negocjowała sprzedaż zarządzającego aktywami o wartości 18 mld randów Metallon Corporation’s African Harvest Fund Managers na rzecz Cadiz Asset Management. Następnie kierowała przejęciem reszty grupy, czego zwieńczeniem było powstanie w tym samym roku Sygnia Asset Management. Wierzycka została jej dyrektorką generalną. W ciągu dekady powiększyła kapitał z 2 do 162 mld randów, czyniąc z niej drugą pod względem wielkości w RPA firmę w swojej branży. 14 października 2015 Sygnia zadebiutowała na giełdzie w Johannesburgu.

### Działalność społeczna
Wierzycka zasiada w radzie doradczej Centrum dla Afryki na Uniwersytecie Harvarda. Jako pierwsza w RPA zerwała z powodów etycznych współpracę z grupą KPMG; w ślad za nią analogiczną decyzję podjęli inni klienci KPMG. Jest zaangażowana także w kampanie mające na celu zwalczanie korupcji i zawłaszczanie majątku publicznego (m.in. przez rodzinę Gupta). Sygnia przekazuje część zysków organizacjom zwalczającym korupcję m.in. Corruption Watch oraz fundacjom imienia Ahmeda Kathrady, Kgalemy Motlante i Helen Suzman.

## Życie prywatne
Mieszka w Kapsztadzie. Jej mężem jest współzałożyciel Sygnia Ltd. Simon Peile. Są rodzicami dwóch synów. Utrzymuje kontakt z Polską, jej ojciec zaś był przez wiele lat aktywistą Stowarzyszenia Polskiego.
Polskę w wypowiedziach medialnych określa jako „kraj otwarcie antysemicki”.